# 藍田書院 (梅州市)
藍田書院（らんでんしょいん、簡体字中国語: 蓝田书院）は、中国広東省の梅州市豊順県湯坑鎮にある県級文化遺産。1983年4月に登録された。清代の古建築に分類される。
道光27年（1847年）に丁日昌の提唱により創建。